# بروس راسيل (موسيقي تجريبي)
بروس راسيل (بالإنجليزية: Bruce Russell) هو موسيقي تجريبي ‏ نيوزيلندي، ولد في 1960 في نيوزيلندا.

## وصلات خارجية
- بروس راسيل على موقع ميوزك برينز (الإنجليزية)
- بروس راسيل على موقع ديسكوغز (الإنجليزية)